# Lilies of the Field (1930)
Lilies of the Field is een Amerikaanse dramafilm uit 1930 onder regie van Alexander Korda.

## Verhaal
Mildred Harker wordt door haar man valselijk beschuldigd in een echtscheidingszaak en verliest zo de voogdij over haar dochter. Ze moet gaan wonen in een goedkoop hotelletje en verdient voortaan de kost als revuemeisje. Ze leert de vermogende Ted Willing kennen, maar ze heeft moeite om mannen te vertrouwen.

## Rolverdeling
| Acteur            | Personage      |
| ----------------- | -------------- |
| Corinne Griffith  | Mildred Harker |
| Ralph Forbes      | Ted Willing    |
| John Loder        | Walter Harker  |
| Eve Southern      | Pink           |
| Jean Laverty      | Gertie         |
| Tyler Brooke      | Bert Miller    |
| Freeman Wood      | Lewis Conroy   |
| Anne Schaefer     | Meid           |
| Clarissa Selwynne | Meid           |
| Patsy Page        | Baby           |
| George Beranger   | Kapper         |
| Douglas Gerrard   | Ober           |
| Rita La Roy       | Florette       |
| Betty Boyd        | Joyce          |
| May Boley         | Maizie         |